# シェアリング・ビューティー
株式会社シェアリング・ビューティーは、ビューティー・ヘルスケア領域に関わる、コンテンツやメディアの企画・制作・運営をする企業である。
サイバーエージェント出身の坂本幸蔵により2010年に株式会社リッチメディアとして設立されたものであり、2021年に株式会社シェアリング・ビューティに商号を変更している。2019年まで運営していた美容・医療関係の情報を発信するウェブサイトは医師による記事監修を特徴としており、資生堂と共同事業を実施していたこともある。
2014年以降、美容師向けヘアカタログアプリ「HAIR」の展開を始め、女性誌と共同でコンテストを開催するなど、美容院・サロン業界との関係を強めていく。同社自身も2019年からサロン事業を開始しており、2023年に株式会社FERIAを傘下に入れ、同年時点でサロン26店舗を運営している。